# Henri Fauconnier
Henri Fauconnier (født 26. februar 1879 i Barbezieux, død 14. april 1973 i Paris) var en fransk forfatter, der i 1930 fik Goncourtprisen for romanen Malaisie.